# 하나피파

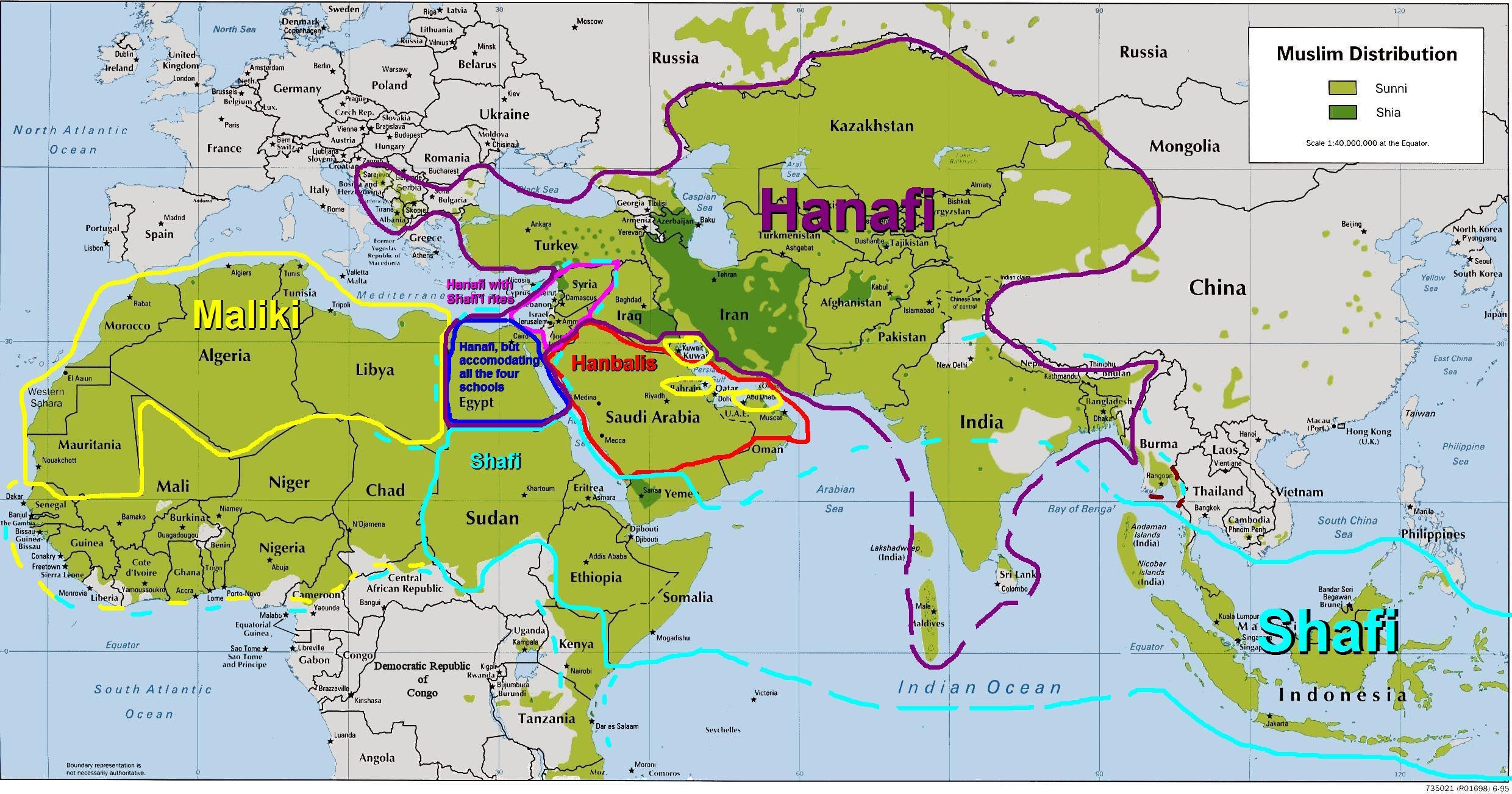

하나피파(아랍어: الحنفية 알하나피야[*]) 혹은 하나피 학파(아랍어: المذهب الحنفي 알마드하브 알하나피[*])는 이슬람 율법 학파 중에서도 가장 오랜 전통을 자랑하는 학파이다. 학파의 창시자는 아부 하니파 안누만(아랍어: أبو حنيفة النعمان, 699년 ~ 767년)이며, 그의 가르침은 아부 유수프(아랍어: أبو يوسف, 731년 ~ 798년)와 무함마드 빈 알하산 아샤이바니(아랍어: محمد بن الحسن الشيباني, 749년 ~ 805년)에 의해 유지됐다.
아부 하니파는 샤리아의 법원으로 쿠란과 하디스 이외에 이성(ra‘y)에 근거한 키야스(qiyas, 유추)를 채택하여 매우 폭넓게 사용하였다. 따라서 하나피파는 샤리아에 대해 유연하고 자유롭게 관대한 해석을 내리며  유추에서 진전이 없으면 심지어 재판관의 이스티흐산(istihsan, 소견)까지도 활용한다.
수니파에서 법적으로 인정하는 네 학파 중 하나피는 가장 오래되었으며 아부 하니파가 이를 체계적으로 정리하고 이슬람 율법을 수집한 학자였다. 교육 방식의 특징이 있다면 율법학자들의 기구를 만들어 거주하게 했으며 40-50명의 학생들로 구성되도록 했다. 특정한 율법 사안에 대해서 학생들도 의견을 개진할 수 있었다.
하나피 학파는 또한 가장 많은 사람들이 따르는 학파이기도 하다. 오스만 제국과 무굴 제국을 거치면서 널리 퍼쳤으며 여러 지방으로 퍼져 갔다. 다른 세 학파로는 샤피이파, 말리크파, 한발파 등이 있다. 오늘날 중앙아시아, 아프가니스탄, 인도, 중국, 이라크, 코소보, 터키, 알바니아, 보스니아 헤르체고비나, 코소보, 마케도니아 공화국 일대의 발칸 국가 무슬림들은 거의 하나피 학파에 속한다. 하나피 학파는 1500년대 이전까지 이란에서 가장 널리 퍼져있던 학파였다.